# Луїс де ла Фуенте і Ойос
Луїс де ла Фуенте і Ойос (ісп. Luis de la Fuente y Hoyos; 17 січня 1914, Веракрус — 28 травня 1972, Веракрус) — мексиканський футболіст, півзахисник. Вважається найкращим гравцем в історії мексиканського футболу після нападника Уго Санчеса. За опитуванням IFFHS він займає 2-ге місце серед найкращих футболістів XX століття у Центральній та Північній Америці.
Мав відмінний дриблінг, пластику, з розвинене почуття пасу, сильний і точний ударом з обох ніг, чудово грав головою. Де ла Фуенте вважався грозою всіх воротарів.

## Біографія
Луїс де ла Фуенте, син мексиканки та іспанця, народився в портовому мексиканському місті Веракрус, де в тамтешньому молодіжному клубі «Еспанья» він почав тренуватися. Більшу ж частину юності Луїс провів на батьківщині його батька — в Сантандері і Естремадурі, де він відвідував школу. Повернувшись в Мексику, в столицю, Мехіко, Луїс, учень Коледжу Альфонсо XIII, був запрошений місцевою командою «Ауррера» на пробне тренування, проте шкільний директор відмовив юнакові у вирішенні піти, і тоді Луїс просто пішов з коледжу і став грати за «Аурерру».
Незабаром він перейшов в інший клуб — «Реал Еспанья», але й там не затримався: проявивши себе у відбіркових матчах до чемпіонату світу 1934 року, він був куплений іспанським «Расінгом» з Сантандера. Під час виступу за цей клуб півзахисник регулярно відлітав до Мексики, сумуючи за батьківщиною.
В «Расінгу» де ла Фуенте пробув недовго: в Іспанії спалахнула громадянська війна. Повернувшись в Мексику, Луїс спробував влаштуватися в свій старий клуб — «Реал Еспанья», у чому йому було відмовлено. Тоді футболіст перейшов в інший столичний клуб — «Америку», де виступав настільки вдало, що керівництво «Реал Еспаньї» навіть захотіло повернути футболіста назад у команду.
Погравши потім в Парагваї, Аргентині та клубі «Депортіво Марте» (з яким виграв чемпіонат Мексики 1942/1943), де ла Фуенте повернувся у «Веракрус», з яким він підписав довгостроковий контракт (що відбулося за рік до появи професійної мексиканської футбольної ліги), який діяв до кінця його кар'єри, аж до прощального матчу 13 березня 1954 року, на стадіоні «Естадіо Асуль» з клубом «Крус Асуль» в Мехіко.
Луїс де ла Фуенте і Ойос помер в результаті інфаркту серця 28 травня 1972 року. Його ім'ям названо стадіон «Веракруса» —  Естадіо Луїс «Пірата» Фуенте.

## Досягнення
- Переможець Ігор Центральної Америки та Карибського басейну: 1938
- Чемпіон Мексики: 1943 (любителі), 1946, 1950 (професіонали)
- Володар Кубка Мексики: 1948
- Переможець Чемпіонату НАФК: 1949